# Żeglarstwo na Letnich Igrzyskach Olimpijskich 1920 – klasa 30 m²
Zawody w żeglarskiej klasie 30 metrów² podczas VII Letnich Igrzysk Olimpijskich odbyły się w dniach 7–9 lipca 1920 roku na wodach Ostendy.

## Informacje ogólne
Zawody składały się z trzech wyścigów. Punkty były przyznawane za miejsca zajęte na mecie – liczba punktów równa była zajętej lokacie. Na wynik końcowy składała się suma wszystkich punktów, przy czym wyższą lokatę zajmował jacht o mniejszej liczbie punktów. Przy równej punktacji załóg przeprowadzana była między nimi dogrywka.
Do zawodów zgłosił się tylko jeden jacht, reprezentujący Szwecję Kullan, któremu do zdobycia złotego medalu wystarczyło ukończenie dwóch wyścigów.

## Wyniki
| Pozycja | Załoga                                           | Jacht  | Wyścig I | Wyścig I | Wyścig II | Wyścig II | Ogółem |
| Pozycja | Załoga                                           | Jacht  | Pozycja  | Punkty   | Pozycja   | Punkty    | Punkty |
| ------- | ------------------------------------------------ | ------ | -------- | -------- | --------- | --------- | ------ |
| złoto   | Gösta Lundqvist Rolf Steffenburg Gösta Bengtsson | Kullan | 1        | 1        | 1         | 1         | 2      |